# Copa Gaúcha de Futebol Feminino Sub-17 de 2021
A Copa Gaúcha de Futebol Feminino Sub-17 de 2021 foi a primeira edição desta competição de categoria de base organizada pela Federação Gaúcha de Futebol (FGF).
Disputada por seis agremiações, a competição começou no dia 27 de novembro e foi finalizada em 4 de dezembro. A decisão, por sua vez, foi protagonizada pelo clássico grenal. No confronto decisivo, realizado no CT Hélio Dourado, na cidade de Eldorado do Sul, o Internacional triunfou pelo placar mínimo e conquistou o primeiro título da história da competição.

## Regulamento
A Copa Gaúcha de Futebol Feminino Sub-17 de 2021 foi realizada em três fases distintas:
- Na primeira fase, as seis equipes foram divididas em dois grupos que se enfrentarão em turno único entre si, sendo que os dois melhores de cada grupo avançaram para às semifinais.
- Nas semifinais, os duelos se tornaram eliminatórios, sendo disputados em jogo único.
- Na final, os jogos também foram disputados em partida única.

### Critérios de desempate
O desempate entre duas ou mais equipes na primeira fase seguiu a ordem definida abaixo:
1. Número de vitórias
2. Menor número de cartões vermelhos recebidos
3. Menor número de cartões amarelos recebidos
4. Confronto direto

## Participantes
Inicialmente 7 agremiações manifestaram o interesse de disputar o campeonato, mas o União Harmonia desistiu de participar antes do início da competição devido a dificuldades no cumprimento dos protocolos sanitários, obrigando a FGF a novamente sortear os grupos, transferindo o Juventude para o Grupo B.
| Equipe          | Cidade          |
| --------------- | --------------- |
| Flamengo        | Tenente Portela |
| Grêmio          | Porto Alegre    |
| Guarany de Bagé | Bagé            |
| Internacional   | Porto Alegre    |
| Juventude       | Caxias do Sul   |
| Pelotas         | Pelotas         |

## Primeira Fase

### Grupo A

#### Primeira rodada
| 27 de novembro | Pelotas | 4 – 3  | Guarany de Bagé | CT Hélio Dourado - Campo 3     |
| 09h00min       |         | Súmula |                 | Árbitro: Felipe William Vuaden |

#### Segunda rodada
| 27 de novembro | Guarany de Bagé | 0 – 8  | Grêmio | CT Hélio Dourado - Campo 3       |
| 15h00min       |                 | Súmula |        | Árbitro: Michel Meirelles Flores |

#### Terceira rodada
| 28 de novembro | Grêmio | 14 – 0 | Pelotas | CT Hélio Dourado - Campo 4     |
| 09h00min       |        | Súmula |         | Árbitro: Diogo Govêia de Souza |

### Grupo B

#### Primeira rodada
| 27 de novembro | Internacional | 7 – 0  | Juventude | CT Hélio Dourado - Campo 4       |
| 10h30min       |               | Súmula |           | Árbitro: Gabriel Camargo Moreira |

#### Segunda rodada
| 27 de novembro | Juventude | 3 – 0  | Flamengo | CT Hélio Dourado - Campo 4 |
| 16h30min       |           | Súmula |          | Árbitro: Andressa Hartmann |

#### Terceira rodada
| 28 de novembro | Flamengo | 1 – 15 | Internacional | CT Hélio Dourado - Campo 3 |
| 10h30min       |          | Súmula |               | Árbitro: Renan Altenhofen  |

## Fase Final

### Semifinais
| 28 de novembro | Grêmio                | 2 – 0  | Juventude | CT Hélio Dourado - Campo 3       |
| 15h00min       | Carol 61' · Bahia 74' | Súmula |           | Árbitro: Geisson Garcia da Silva |

| 28 de novembro | Internacional | 12 – 0 | Pelotas | CT Hélio Dourado - Campo 4             |
| 16h30min       | Tamara 1' · Stephany 3' · Yasmin 10', 15', 24', 48', 58' · Carolini 21' · Gabriele 22' · Priscila 52' · Maju 70' · Kewllen 74' | Súmula |         | Árbitro: Humberto Vinícius Soares Haag |

### Final
| 4 de dezembro | Internacional | 1 – 0  | Grêmio | CT Hélio Dourado                               |
| 10h00min      | Tamara 48'    | Súmula |        | Árbitro: Allan Ricardo Freitas da Rosa Azevedo |

## Premiação
| Campeão da Copa Gaúcha de Futebol Feminino Sub-17 de 2021 |
| --------------------------------------------------------- |
| Internacional Campeão (1° título)                         |